# Drago Vuković
Drago Vuković (Split, 3. kolovoza 1983.) je hrvatski rukometaš. 
Igra na poziciji srednjeg vanjskog, a trenutačno je član njemačkog Gummersbacha. Sezonu 2007./08. proveo je u slovenskom Gorenju Velenje. Bio je članom zlatne generacije Hrvatske reprezentacje na Olimpijskim igrama u Ateni 2004. i članom reprezentacije koja je na Europskom prvenstvu u Norveškoj 2008. bila osvajač srebrne medalje. Na Svjetskom prvenstvu 2009. koje će se održati u Hrvatskoj imat će status rezerve. Brat je blizanac nogometaša, Splitova vratara Andrije Vukovića. Nije nastupio na svjetskom prvenstvu u Kataru 2015. godine.
Više ne igra za reprezentaciju.

## Vanjske poveznice
- Statistika

## Sastavi
| Sastav hrvatske rukometne reprezentacije na SP u Španjolskoj 2013. (3. mjesto) | Sastav hrvatske rukometne reprezentacije na SP u Španjolskoj 2013. (3. mjesto) | Sastav hrvatske rukometne reprezentacije na SP u Španjolskoj 2013. (3. mjesto) |
| --- | ------------------------------------------------------------------------------ | ------------------------------------------------------------------------------ |
| |                                                                                |                                                                                |
| 25 Mirko Alilović \| 20 Damir Bičanić \| 27 Ivan Čupić \| 5 Domagoj Duvnjak \| 10 Jakov Gojun \| 13 Zlatko Horvat \| 16 Filip Ivić \| 8 Marko Kopljar \| 6 Blaženko Lacković \| 23 Stipe Mandalinić \| 3 Marino Marić \| 28 Željko Musa \| 29 Ivan Ninčević \| 7 Luka Stepančić \| 17 Lovro Šprem \| 26 Manuel Štrlek \| Kapetan: 9 Igor Vori \| 14 Drago Vuković \| Izbornik: Slavko Goluža |                                                                                |                                                                                |

| Sastav hrvatske rukometne reprezentacije na SP u Španjolskoj 2013. (3. mjesto) | Sastav hrvatske rukometne reprezentacije na SP u Španjolskoj 2013. (3. mjesto) | Sastav hrvatske rukometne reprezentacije na SP u Španjolskoj 2013. (3. mjesto) |
| --- | ------------------------------------------------------------------------------ | ------------------------------------------------------------------------------ |
| |                                                                                |                                                                                |
| 25 Mirko Alilović \| 20 Damir Bičanić \| 27 Ivan Čupić \| 5 Domagoj Duvnjak \| 10 Jakov Gojun \| 13 Zlatko Horvat \| 16 Filip Ivić \| 8 Marko Kopljar \| 6 Blaženko Lacković \| 23 Stipe Mandalinić \| 3 Marino Marić \| 28 Željko Musa \| 29 Ivan Ninčević \| 7 Luka Stepančić \| 17 Lovro Šprem \| 26 Manuel Štrlek \| Kapetan: 9 Igor Vori \| 14 Drago Vuković \| Izbornik: Slavko Goluža |                                                                                |                                                                                |

| Sastav hrvatske rukometne reprezentacije na OI u Londonu 2012. (3. mjesto) | Sastav hrvatske rukometne reprezentacije na OI u Londonu 2012. (3. mjesto) | Sastav hrvatske rukometne reprezentacije na OI u Londonu 2012. (3. mjesto) |
| --- | -------------------------------------------------------------------------- | -------------------------------------------------------------------------- |
| |                                                                            |                                                                            |
| 25 Mirko Alilović \| 4 Ivano Balić \| 20 Damir Bičanić \| 21 Denis Buntić \| 27 Ivan Čupić \| 5 Domagoj Duvnjak \| 10 Jakov Gojun \| 13 Zlatko Horvat \| 8 Marko Kopljar \| 6 Blaženko Lacković \| 1 Venio Losert \| 29 Ivan Ninčević \| 26 Manuel Štrlek \| Kapetan: 9 Igor Vori \| 14 Drago Vuković \| Izbornik: Slavko Goluža |                                                                            |                                                                            |

| Sastav hrvatske rukometne reprezentacije na OI u Londonu 2012. (3. mjesto) | Sastav hrvatske rukometne reprezentacije na OI u Londonu 2012. (3. mjesto) | Sastav hrvatske rukometne reprezentacije na OI u Londonu 2012. (3. mjesto) |
| --- | -------------------------------------------------------------------------- | -------------------------------------------------------------------------- |
| |                                                                            |                                                                            |
| 25 Mirko Alilović \| 4 Ivano Balić \| 20 Damir Bičanić \| 21 Denis Buntić \| 27 Ivan Čupić \| 5 Domagoj Duvnjak \| 10 Jakov Gojun \| 13 Zlatko Horvat \| 8 Marko Kopljar \| 6 Blaženko Lacković \| 1 Venio Losert \| 29 Ivan Ninčević \| 26 Manuel Štrlek \| Kapetan: 9 Igor Vori \| 14 Drago Vuković \| Izbornik: Slavko Goluža |                                                                            |                                                                            |

| Sastav hrvatske rukometne reprezentacije na EP u Srbiji 2012. (3. mjesto) | Sastav hrvatske rukometne reprezentacije na EP u Srbiji 2012. (3. mjesto) | Sastav hrvatske rukometne reprezentacije na EP u Srbiji 2012. (3. mjesto) |
| --- | ------------------------------------------------------------------------- | ------------------------------------------------------------------------- |
| |                                                                           |                                                                           |
| 25 Mirko Alilović \| 4 Ivano Balić \| 17 Hrvoje Batinović \| 20 Damir Bičanić \| 21 Denis Buntić \| 27 Ivan Čupić \| 5 Domagoj Duvnjak \| 10 Jakov Gojun \| 13 Zlatko Horvat \| 8 Marko Kopljar \| 6 Blaženko Lacković \| 12 Venio Losert \| 28 Željko Musa \| 29 Ivan Ninčević \| 26 Manuel Štrlek \| Kapetan: 9 Igor Vori \| 14 Drago Vuković \| Izbornik: Slavko Goluža |                                                                           |                                                                           |

| Sastav hrvatske rukometne reprezentacije na EP u Srbiji 2012. (3. mjesto) | Sastav hrvatske rukometne reprezentacije na EP u Srbiji 2012. (3. mjesto) | Sastav hrvatske rukometne reprezentacije na EP u Srbiji 2012. (3. mjesto) |
| --- | ------------------------------------------------------------------------- | ------------------------------------------------------------------------- |
| |                                                                           |                                                                           |
| 25 Mirko Alilović \| 4 Ivano Balić \| 17 Hrvoje Batinović \| 20 Damir Bičanić \| 21 Denis Buntić \| 27 Ivan Čupić \| 5 Domagoj Duvnjak \| 10 Jakov Gojun \| 13 Zlatko Horvat \| 8 Marko Kopljar \| 6 Blaženko Lacković \| 12 Venio Losert \| 28 Željko Musa \| 29 Ivan Ninčević \| 26 Manuel Štrlek \| Kapetan: 9 Igor Vori \| 14 Drago Vuković \| Izbornik: Slavko Goluža |                                                                           |                                                                           |

| Sastav hrvatske rukometne reprezentacije na EP u Austriji 2010. (2. mjesto) | Sastav hrvatske rukometne reprezentacije na EP u Austriji 2010. (2. mjesto) | Sastav hrvatske rukometne reprezentacije na EP u Austriji 2010. (2. mjesto) |
| --- | --------------------------------------------------------------------------- | --------------------------------------------------------------------------- |
| |                                                                             |                                                                             |
| 4 Ivano Balić \| 5 Domagoj Duvnjak \| 6 Blaženko Lacković \| 7 Vedran Zrnić \| 8 Marko Kopljar \| 9 Igor Vori \| 10 Jakov Gojun \| 12 Goran Čarapina \| 14 Drago Vuković \| 17 Vedran Mataija \| 20 Damir Bičanić \| 21 Denis Buntić \| 24 Tonči Valčić \| 25 Mirko Alilović \| 26 Manuel Štrlek \| 27 Ivan Čupić \| 28 Željko Musa \| Izbornik: Lino Červar |                                                                             |                                                                             |

| Sastav hrvatske rukometne reprezentacije na EP u Austriji 2010. (2. mjesto) | Sastav hrvatske rukometne reprezentacije na EP u Austriji 2010. (2. mjesto) | Sastav hrvatske rukometne reprezentacije na EP u Austriji 2010. (2. mjesto) |
| --- | --------------------------------------------------------------------------- | --------------------------------------------------------------------------- |
| |                                                                             |                                                                             |
| 4 Ivano Balić \| 5 Domagoj Duvnjak \| 6 Blaženko Lacković \| 7 Vedran Zrnić \| 8 Marko Kopljar \| 9 Igor Vori \| 10 Jakov Gojun \| 12 Goran Čarapina \| 14 Drago Vuković \| 17 Vedran Mataija \| 20 Damir Bičanić \| 21 Denis Buntić \| 24 Tonči Valčić \| 25 Mirko Alilović \| 26 Manuel Štrlek \| 27 Ivan Čupić \| 28 Željko Musa \| Izbornik: Lino Červar |                                                                             |                                                                             |

| Sastav hrvatske rukometne reprezentacije na EP u Norveškoj 2008. (2. mjesto) | Sastav hrvatske rukometne reprezentacije na EP u Norveškoj 2008. (2. mjesto) | Sastav hrvatske rukometne reprezentacije na EP u Norveškoj 2008. (2. mjesto) |
| --- | ---------------------------------------------------------------------------- | ---------------------------------------------------------------------------- |
| |                                                                              |                                                                              |
| 2 Nikša Kaleb \| 3 Renato Sulić \| 4 Ivano Balić \| 5 Domagoj Duvnjak \| 6 Blaženko Lacković \| 9 Igor Vori \| 10 Davor Dominiković \| 12 Vjenceslav Somić \| 13 Zlatko Horvat \| 14 Drago Vuković \| 16 Dragan Jerković \| 18 Denis Špoljarić \| 19 Petar Metličić \| 22 Josip Valčić \| 23 Ljubo Vukić \| 24 Tonči Valčić \| 25 Mirko Alilović \| 27 Ivan Čupić \| Izbornik: Lino Červar |                                                                              |                                                                              |

| Sastav hrvatske rukometne reprezentacije na EP u Norveškoj 2008. (2. mjesto) | Sastav hrvatske rukometne reprezentacije na EP u Norveškoj 2008. (2. mjesto) | Sastav hrvatske rukometne reprezentacije na EP u Norveškoj 2008. (2. mjesto) |
| --- | ---------------------------------------------------------------------------- | ---------------------------------------------------------------------------- |
| |                                                                              |                                                                              |
| 2 Nikša Kaleb \| 3 Renato Sulić \| 4 Ivano Balić \| 5 Domagoj Duvnjak \| 6 Blaženko Lacković \| 9 Igor Vori \| 10 Davor Dominiković \| 12 Vjenceslav Somić \| 13 Zlatko Horvat \| 14 Drago Vuković \| 16 Dragan Jerković \| 18 Denis Špoljarić \| 19 Petar Metličić \| 22 Josip Valčić \| 23 Ljubo Vukić \| 24 Tonči Valčić \| 25 Mirko Alilović \| 27 Ivan Čupić \| Izbornik: Lino Červar |                                                                              |                                                                              |

| Sastav hrvatske rukometne reprezentacije na MI u Almeríji 2005. (doprvaci) | Sastav hrvatske rukometne reprezentacije na MI u Almeríji 2005. (doprvaci) | Sastav hrvatske rukometne reprezentacije na MI u Almeríji 2005. (doprvaci) |
| --- | -------------------------------------------------------------------------- | -------------------------------------------------------------------------- |
| |                                                                            |                                                                            |
| Damir Bičanić \| Nikola Blažičko \| Denis Buntić \| Josip Čale \| Ivan Čupić \| Zlatko Horvat \| Tomislav Huljina \| Krešimir Ivanković \| Marin Knez \| Branimir Koloper \| Mario Obad \| Vladimir Ostarčević \| Ivan Pongračić \| Vjenceslav Somić \| Ljubo Vukić \| Drago Vuković \| izbornik: Lino Červar |                                                                            |                                                                            |

| Sastav hrvatske rukometne reprezentacije na MI u Almeríji 2005. (doprvaci) | Sastav hrvatske rukometne reprezentacije na MI u Almeríji 2005. (doprvaci) | Sastav hrvatske rukometne reprezentacije na MI u Almeríji 2005. (doprvaci) |
| --- | -------------------------------------------------------------------------- | -------------------------------------------------------------------------- |
| |                                                                            |                                                                            |
| Damir Bičanić \| Nikola Blažičko \| Denis Buntić \| Josip Čale \| Ivan Čupić \| Zlatko Horvat \| Tomislav Huljina \| Krešimir Ivanković \| Marin Knez \| Branimir Koloper \| Mario Obad \| Vladimir Ostarčević \| Ivan Pongračić \| Vjenceslav Somić \| Ljubo Vukić \| Drago Vuković \| izbornik: Lino Červar |                                                                            |                                                                            |

| Sastav hrvatske rukometne reprezentacije na OI u Ateni 2004. (prvaci) | Sastav hrvatske rukometne reprezentacije na OI u Ateni 2004. (prvaci) | Sastav hrvatske rukometne reprezentacije na OI u Ateni 2004. (prvaci) |
| --- | --------------------------------------------------------------------- | --------------------------------------------------------------------- |
| |                                                                       |                                                                       |
| Ivano Balić \| Davor Dominiković \| Mirza Džomba \| Slavko Goluža \| Nikša Kaleb \| Blaženko Lacković \| Venio Losert \| Valter Matošević \| Petar Metličić \| Vlado Šola \| Denis Špoljarić \| Goran Šprem \| Igor Vori \| Drago Vuković \| Vedran Zrnić \| izbornik: Lino Červar |                                                                       |                                                                       |

| Sastav hrvatske rukometne reprezentacije na OI u Ateni 2004. (prvaci) | Sastav hrvatske rukometne reprezentacije na OI u Ateni 2004. (prvaci) | Sastav hrvatske rukometne reprezentacije na OI u Ateni 2004. (prvaci) |
| --- | --------------------------------------------------------------------- | --------------------------------------------------------------------- |
| |                                                                       |                                                                       |
| Ivano Balić \| Davor Dominiković \| Mirza Džomba \| Slavko Goluža \| Nikša Kaleb \| Blaženko Lacković \| Venio Losert \| Valter Matošević \| Petar Metličić \| Vlado Šola \| Denis Špoljarić \| Goran Šprem \| Igor Vori \| Drago Vuković \| Vedran Zrnić \| izbornik: Lino Červar |                                                                       |                                                                       |

| Sastav hrvatske rukometne reprezentacije na SP u Španjolskoj 2013. (3. mjesto) | Sastav hrvatske rukometne reprezentacije na SP u Španjolskoj 2013. (3. mjesto) | Sastav hrvatske rukometne reprezentacije na SP u Španjolskoj 2013. (3. mjesto) |
| --- | ------------------------------------------------------------------------------ | ------------------------------------------------------------------------------ |
| |                                                                                |                                                                                |
| 25 Mirko Alilović \| 20 Damir Bičanić \| 27 Ivan Čupić \| 5 Domagoj Duvnjak \| 10 Jakov Gojun \| 13 Zlatko Horvat \| 16 Filip Ivić \| 8 Marko Kopljar \| 6 Blaženko Lacković \| 23 Stipe Mandalinić \| 3 Marino Marić \| 28 Željko Musa \| 29 Ivan Ninčević \| 7 Luka Stepančić \| 17 Lovro Šprem \| 26 Manuel Štrlek \| Kapetan: 9 Igor Vori \| 14 Drago Vuković \| Izbornik: Slavko Goluža |                                                                                |                                                                                |

| Sastav hrvatske rukometne reprezentacije na SP u Španjolskoj 2013. (3. mjesto) | Sastav hrvatske rukometne reprezentacije na SP u Španjolskoj 2013. (3. mjesto) | Sastav hrvatske rukometne reprezentacije na SP u Španjolskoj 2013. (3. mjesto) |
| --- | ------------------------------------------------------------------------------ | ------------------------------------------------------------------------------ |
| |                                                                                |                                                                                |
| 25 Mirko Alilović \| 20 Damir Bičanić \| 27 Ivan Čupić \| 5 Domagoj Duvnjak \| 10 Jakov Gojun \| 13 Zlatko Horvat \| 16 Filip Ivić \| 8 Marko Kopljar \| 6 Blaženko Lacković \| 23 Stipe Mandalinić \| 3 Marino Marić \| 28 Željko Musa \| 29 Ivan Ninčević \| 7 Luka Stepančić \| 17 Lovro Šprem \| 26 Manuel Štrlek \| Kapetan: 9 Igor Vori \| 14 Drago Vuković \| Izbornik: Slavko Goluža |                                                                                |                                                                                |

| Sastav hrvatske rukometne reprezentacije na OI u Londonu 2012. (3. mjesto) | Sastav hrvatske rukometne reprezentacije na OI u Londonu 2012. (3. mjesto) | Sastav hrvatske rukometne reprezentacije na OI u Londonu 2012. (3. mjesto) |
| --- | -------------------------------------------------------------------------- | -------------------------------------------------------------------------- |
| |                                                                            |                                                                            |
| 25 Mirko Alilović \| 4 Ivano Balić \| 20 Damir Bičanić \| 21 Denis Buntić \| 27 Ivan Čupić \| 5 Domagoj Duvnjak \| 10 Jakov Gojun \| 13 Zlatko Horvat \| 8 Marko Kopljar \| 6 Blaženko Lacković \| 1 Venio Losert \| 29 Ivan Ninčević \| 26 Manuel Štrlek \| Kapetan: 9 Igor Vori \| 14 Drago Vuković \| Izbornik: Slavko Goluža |                                                                            |                                                                            |

| Sastav hrvatske rukometne reprezentacije na OI u Londonu 2012. (3. mjesto) | Sastav hrvatske rukometne reprezentacije na OI u Londonu 2012. (3. mjesto) | Sastav hrvatske rukometne reprezentacije na OI u Londonu 2012. (3. mjesto) |
| --- | -------------------------------------------------------------------------- | -------------------------------------------------------------------------- |
| |                                                                            |                                                                            |
| 25 Mirko Alilović \| 4 Ivano Balić \| 20 Damir Bičanić \| 21 Denis Buntić \| 27 Ivan Čupić \| 5 Domagoj Duvnjak \| 10 Jakov Gojun \| 13 Zlatko Horvat \| 8 Marko Kopljar \| 6 Blaženko Lacković \| 1 Venio Losert \| 29 Ivan Ninčević \| 26 Manuel Štrlek \| Kapetan: 9 Igor Vori \| 14 Drago Vuković \| Izbornik: Slavko Goluža |                                                                            |                                                                            |

| Sastav hrvatske rukometne reprezentacije na EP u Srbiji 2012. (3. mjesto) | Sastav hrvatske rukometne reprezentacije na EP u Srbiji 2012. (3. mjesto) | Sastav hrvatske rukometne reprezentacije na EP u Srbiji 2012. (3. mjesto) |
| --- | ------------------------------------------------------------------------- | ------------------------------------------------------------------------- |
| |                                                                           |                                                                           |
| 25 Mirko Alilović \| 4 Ivano Balić \| 17 Hrvoje Batinović \| 20 Damir Bičanić \| 21 Denis Buntić \| 27 Ivan Čupić \| 5 Domagoj Duvnjak \| 10 Jakov Gojun \| 13 Zlatko Horvat \| 8 Marko Kopljar \| 6 Blaženko Lacković \| 12 Venio Losert \| 28 Željko Musa \| 29 Ivan Ninčević \| 26 Manuel Štrlek \| Kapetan: 9 Igor Vori \| 14 Drago Vuković \| Izbornik: Slavko Goluža |                                                                           |                                                                           |

| Sastav hrvatske rukometne reprezentacije na EP u Srbiji 2012. (3. mjesto) | Sastav hrvatske rukometne reprezentacije na EP u Srbiji 2012. (3. mjesto) | Sastav hrvatske rukometne reprezentacije na EP u Srbiji 2012. (3. mjesto) |
| --- | ------------------------------------------------------------------------- | ------------------------------------------------------------------------- |
| |                                                                           |                                                                           |
| 25 Mirko Alilović \| 4 Ivano Balić \| 17 Hrvoje Batinović \| 20 Damir Bičanić \| 21 Denis Buntić \| 27 Ivan Čupić \| 5 Domagoj Duvnjak \| 10 Jakov Gojun \| 13 Zlatko Horvat \| 8 Marko Kopljar \| 6 Blaženko Lacković \| 12 Venio Losert \| 28 Željko Musa \| 29 Ivan Ninčević \| 26 Manuel Štrlek \| Kapetan: 9 Igor Vori \| 14 Drago Vuković \| Izbornik: Slavko Goluža |                                                                           |                                                                           |

| Sastav hrvatske rukometne reprezentacije na EP u Austriji 2010. (2. mjesto) | Sastav hrvatske rukometne reprezentacije na EP u Austriji 2010. (2. mjesto) | Sastav hrvatske rukometne reprezentacije na EP u Austriji 2010. (2. mjesto) |
| --- | --------------------------------------------------------------------------- | --------------------------------------------------------------------------- |
| |                                                                             |                                                                             |
| 4 Ivano Balić \| 5 Domagoj Duvnjak \| 6 Blaženko Lacković \| 7 Vedran Zrnić \| 8 Marko Kopljar \| 9 Igor Vori \| 10 Jakov Gojun \| 12 Goran Čarapina \| 14 Drago Vuković \| 17 Vedran Mataija \| 20 Damir Bičanić \| 21 Denis Buntić \| 24 Tonči Valčić \| 25 Mirko Alilović \| 26 Manuel Štrlek \| 27 Ivan Čupić \| 28 Željko Musa \| Izbornik: Lino Červar |                                                                             |                                                                             |

| Sastav hrvatske rukometne reprezentacije na EP u Austriji 2010. (2. mjesto) | Sastav hrvatske rukometne reprezentacije na EP u Austriji 2010. (2. mjesto) | Sastav hrvatske rukometne reprezentacije na EP u Austriji 2010. (2. mjesto) |
| --- | --------------------------------------------------------------------------- | --------------------------------------------------------------------------- |
| |                                                                             |                                                                             |
| 4 Ivano Balić \| 5 Domagoj Duvnjak \| 6 Blaženko Lacković \| 7 Vedran Zrnić \| 8 Marko Kopljar \| 9 Igor Vori \| 10 Jakov Gojun \| 12 Goran Čarapina \| 14 Drago Vuković \| 17 Vedran Mataija \| 20 Damir Bičanić \| 21 Denis Buntić \| 24 Tonči Valčić \| 25 Mirko Alilović \| 26 Manuel Štrlek \| 27 Ivan Čupić \| 28 Željko Musa \| Izbornik: Lino Červar |                                                                             |                                                                             |

| Sastav hrvatske rukometne reprezentacije na EP u Norveškoj 2008. (2. mjesto) | Sastav hrvatske rukometne reprezentacije na EP u Norveškoj 2008. (2. mjesto) | Sastav hrvatske rukometne reprezentacije na EP u Norveškoj 2008. (2. mjesto) |
| --- | ---------------------------------------------------------------------------- | ---------------------------------------------------------------------------- |
| |                                                                              |                                                                              |
| 2 Nikša Kaleb \| 3 Renato Sulić \| 4 Ivano Balić \| 5 Domagoj Duvnjak \| 6 Blaženko Lacković \| 9 Igor Vori \| 10 Davor Dominiković \| 12 Vjenceslav Somić \| 13 Zlatko Horvat \| 14 Drago Vuković \| 16 Dragan Jerković \| 18 Denis Špoljarić \| 19 Petar Metličić \| 22 Josip Valčić \| 23 Ljubo Vukić \| 24 Tonči Valčić \| 25 Mirko Alilović \| 27 Ivan Čupić \| Izbornik: Lino Červar |                                                                              |                                                                              |

| Sastav hrvatske rukometne reprezentacije na EP u Norveškoj 2008. (2. mjesto) | Sastav hrvatske rukometne reprezentacije na EP u Norveškoj 2008. (2. mjesto) | Sastav hrvatske rukometne reprezentacije na EP u Norveškoj 2008. (2. mjesto) |
| --- | ---------------------------------------------------------------------------- | ---------------------------------------------------------------------------- |
| |                                                                              |                                                                              |
| 2 Nikša Kaleb \| 3 Renato Sulić \| 4 Ivano Balić \| 5 Domagoj Duvnjak \| 6 Blaženko Lacković \| 9 Igor Vori \| 10 Davor Dominiković \| 12 Vjenceslav Somić \| 13 Zlatko Horvat \| 14 Drago Vuković \| 16 Dragan Jerković \| 18 Denis Špoljarić \| 19 Petar Metličić \| 22 Josip Valčić \| 23 Ljubo Vukić \| 24 Tonči Valčić \| 25 Mirko Alilović \| 27 Ivan Čupić \| Izbornik: Lino Červar |                                                                              |                                                                              |

| Sastav hrvatske rukometne reprezentacije na MI u Almeríji 2005. (doprvaci) | Sastav hrvatske rukometne reprezentacije na MI u Almeríji 2005. (doprvaci) | Sastav hrvatske rukometne reprezentacije na MI u Almeríji 2005. (doprvaci) |
| --- | -------------------------------------------------------------------------- | -------------------------------------------------------------------------- |
| |                                                                            |                                                                            |
| Damir Bičanić \| Nikola Blažičko \| Denis Buntić \| Josip Čale \| Ivan Čupić \| Zlatko Horvat \| Tomislav Huljina \| Krešimir Ivanković \| Marin Knez \| Branimir Koloper \| Mario Obad \| Vladimir Ostarčević \| Ivan Pongračić \| Vjenceslav Somić \| Ljubo Vukić \| Drago Vuković \| izbornik: Lino Červar |                                                                            |                                                                            |

| Sastav hrvatske rukometne reprezentacije na MI u Almeríji 2005. (doprvaci) | Sastav hrvatske rukometne reprezentacije na MI u Almeríji 2005. (doprvaci) | Sastav hrvatske rukometne reprezentacije na MI u Almeríji 2005. (doprvaci) |
| --- | -------------------------------------------------------------------------- | -------------------------------------------------------------------------- |
| |                                                                            |                                                                            |
| Damir Bičanić \| Nikola Blažičko \| Denis Buntić \| Josip Čale \| Ivan Čupić \| Zlatko Horvat \| Tomislav Huljina \| Krešimir Ivanković \| Marin Knez \| Branimir Koloper \| Mario Obad \| Vladimir Ostarčević \| Ivan Pongračić \| Vjenceslav Somić \| Ljubo Vukić \| Drago Vuković \| izbornik: Lino Červar |                                                                            |                                                                            |

| Sastav hrvatske rukometne reprezentacije na OI u Ateni 2004. (prvaci) | Sastav hrvatske rukometne reprezentacije na OI u Ateni 2004. (prvaci) | Sastav hrvatske rukometne reprezentacije na OI u Ateni 2004. (prvaci) |
| --- | --------------------------------------------------------------------- | --------------------------------------------------------------------- |
| |                                                                       |                                                                       |
| Ivano Balić \| Davor Dominiković \| Mirza Džomba \| Slavko Goluža \| Nikša Kaleb \| Blaženko Lacković \| Venio Losert \| Valter Matošević \| Petar Metličić \| Vlado Šola \| Denis Špoljarić \| Goran Šprem \| Igor Vori \| Drago Vuković \| Vedran Zrnić \| izbornik: Lino Červar |                                                                       |                                                                       |

| Sastav hrvatske rukometne reprezentacije na OI u Ateni 2004. (prvaci) | Sastav hrvatske rukometne reprezentacije na OI u Ateni 2004. (prvaci) | Sastav hrvatske rukometne reprezentacije na OI u Ateni 2004. (prvaci) |
| --- | --------------------------------------------------------------------- | --------------------------------------------------------------------- |
| |                                                                       |                                                                       |
| Ivano Balić \| Davor Dominiković \| Mirza Džomba \| Slavko Goluža \| Nikša Kaleb \| Blaženko Lacković \| Venio Losert \| Valter Matošević \| Petar Metličić \| Vlado Šola \| Denis Špoljarić \| Goran Šprem \| Igor Vori \| Drago Vuković \| Vedran Zrnić \| izbornik: Lino Červar |                                                                       |                                                                       |

| Sastav hrvatske rukometne reprezentacije na SP u Španjolskoj 2013. (3. mjesto) | Sastav hrvatske rukometne reprezentacije na SP u Španjolskoj 2013. (3. mjesto) | Sastav hrvatske rukometne reprezentacije na SP u Španjolskoj 2013. (3. mjesto) |
| --- | ------------------------------------------------------------------------------ | ------------------------------------------------------------------------------ |
| |                                                                                |                                                                                |
| 25 Mirko Alilović \| 20 Damir Bičanić \| 27 Ivan Čupić \| 5 Domagoj Duvnjak \| 10 Jakov Gojun \| 13 Zlatko Horvat \| 16 Filip Ivić \| 8 Marko Kopljar \| 6 Blaženko Lacković \| 23 Stipe Mandalinić \| 3 Marino Marić \| 28 Željko Musa \| 29 Ivan Ninčević \| 7 Luka Stepančić \| 17 Lovro Šprem \| 26 Manuel Štrlek \| Kapetan: 9 Igor Vori \| 14 Drago Vuković \| Izbornik: Slavko Goluža |                                                                                |                                                                                |

| Sastav hrvatske rukometne reprezentacije na SP u Španjolskoj 2013. (3. mjesto) | Sastav hrvatske rukometne reprezentacije na SP u Španjolskoj 2013. (3. mjesto) | Sastav hrvatske rukometne reprezentacije na SP u Španjolskoj 2013. (3. mjesto) |
| --- | ------------------------------------------------------------------------------ | ------------------------------------------------------------------------------ |
| |                                                                                |                                                                                |
| 25 Mirko Alilović \| 20 Damir Bičanić \| 27 Ivan Čupić \| 5 Domagoj Duvnjak \| 10 Jakov Gojun \| 13 Zlatko Horvat \| 16 Filip Ivić \| 8 Marko Kopljar \| 6 Blaženko Lacković \| 23 Stipe Mandalinić \| 3 Marino Marić \| 28 Željko Musa \| 29 Ivan Ninčević \| 7 Luka Stepančić \| 17 Lovro Šprem \| 26 Manuel Štrlek \| Kapetan: 9 Igor Vori \| 14 Drago Vuković \| Izbornik: Slavko Goluža |                                                                                |                                                                                |

| Sastav hrvatske rukometne reprezentacije na OI u Londonu 2012. (3. mjesto) | Sastav hrvatske rukometne reprezentacije na OI u Londonu 2012. (3. mjesto) | Sastav hrvatske rukometne reprezentacije na OI u Londonu 2012. (3. mjesto) |
| --- | -------------------------------------------------------------------------- | -------------------------------------------------------------------------- |
| |                                                                            |                                                                            |
| 25 Mirko Alilović \| 4 Ivano Balić \| 20 Damir Bičanić \| 21 Denis Buntić \| 27 Ivan Čupić \| 5 Domagoj Duvnjak \| 10 Jakov Gojun \| 13 Zlatko Horvat \| 8 Marko Kopljar \| 6 Blaženko Lacković \| 1 Venio Losert \| 29 Ivan Ninčević \| 26 Manuel Štrlek \| Kapetan: 9 Igor Vori \| 14 Drago Vuković \| Izbornik: Slavko Goluža |                                                                            |                                                                            |

| Sastav hrvatske rukometne reprezentacije na OI u Londonu 2012. (3. mjesto) | Sastav hrvatske rukometne reprezentacije na OI u Londonu 2012. (3. mjesto) | Sastav hrvatske rukometne reprezentacije na OI u Londonu 2012. (3. mjesto) |
| --- | -------------------------------------------------------------------------- | -------------------------------------------------------------------------- |
| |                                                                            |                                                                            |
| 25 Mirko Alilović \| 4 Ivano Balić \| 20 Damir Bičanić \| 21 Denis Buntić \| 27 Ivan Čupić \| 5 Domagoj Duvnjak \| 10 Jakov Gojun \| 13 Zlatko Horvat \| 8 Marko Kopljar \| 6 Blaženko Lacković \| 1 Venio Losert \| 29 Ivan Ninčević \| 26 Manuel Štrlek \| Kapetan: 9 Igor Vori \| 14 Drago Vuković \| Izbornik: Slavko Goluža |                                                                            |                                                                            |

| Sastav hrvatske rukometne reprezentacije na EP u Srbiji 2012. (3. mjesto) | Sastav hrvatske rukometne reprezentacije na EP u Srbiji 2012. (3. mjesto) | Sastav hrvatske rukometne reprezentacije na EP u Srbiji 2012. (3. mjesto) |
| --- | ------------------------------------------------------------------------- | ------------------------------------------------------------------------- |
| |                                                                           |                                                                           |
| 25 Mirko Alilović \| 4 Ivano Balić \| 17 Hrvoje Batinović \| 20 Damir Bičanić \| 21 Denis Buntić \| 27 Ivan Čupić \| 5 Domagoj Duvnjak \| 10 Jakov Gojun \| 13 Zlatko Horvat \| 8 Marko Kopljar \| 6 Blaženko Lacković \| 12 Venio Losert \| 28 Željko Musa \| 29 Ivan Ninčević \| 26 Manuel Štrlek \| Kapetan: 9 Igor Vori \| 14 Drago Vuković \| Izbornik: Slavko Goluža |                                                                           |                                                                           |

| Sastav hrvatske rukometne reprezentacije na EP u Srbiji 2012. (3. mjesto) | Sastav hrvatske rukometne reprezentacije na EP u Srbiji 2012. (3. mjesto) | Sastav hrvatske rukometne reprezentacije na EP u Srbiji 2012. (3. mjesto) |
| --- | ------------------------------------------------------------------------- | ------------------------------------------------------------------------- |
| |                                                                           |                                                                           |
| 25 Mirko Alilović \| 4 Ivano Balić \| 17 Hrvoje Batinović \| 20 Damir Bičanić \| 21 Denis Buntić \| 27 Ivan Čupić \| 5 Domagoj Duvnjak \| 10 Jakov Gojun \| 13 Zlatko Horvat \| 8 Marko Kopljar \| 6 Blaženko Lacković \| 12 Venio Losert \| 28 Željko Musa \| 29 Ivan Ninčević \| 26 Manuel Štrlek \| Kapetan: 9 Igor Vori \| 14 Drago Vuković \| Izbornik: Slavko Goluža |                                                                           |                                                                           |

| Sastav hrvatske rukometne reprezentacije na EP u Austriji 2010. (2. mjesto) | Sastav hrvatske rukometne reprezentacije na EP u Austriji 2010. (2. mjesto) | Sastav hrvatske rukometne reprezentacije na EP u Austriji 2010. (2. mjesto) |
| --- | --------------------------------------------------------------------------- | --------------------------------------------------------------------------- |
| |                                                                             |                                                                             |
| 4 Ivano Balić \| 5 Domagoj Duvnjak \| 6 Blaženko Lacković \| 7 Vedran Zrnić \| 8 Marko Kopljar \| 9 Igor Vori \| 10 Jakov Gojun \| 12 Goran Čarapina \| 14 Drago Vuković \| 17 Vedran Mataija \| 20 Damir Bičanić \| 21 Denis Buntić \| 24 Tonči Valčić \| 25 Mirko Alilović \| 26 Manuel Štrlek \| 27 Ivan Čupić \| 28 Željko Musa \| Izbornik: Lino Červar |                                                                             |                                                                             |

| Sastav hrvatske rukometne reprezentacije na EP u Austriji 2010. (2. mjesto) | Sastav hrvatske rukometne reprezentacije na EP u Austriji 2010. (2. mjesto) | Sastav hrvatske rukometne reprezentacije na EP u Austriji 2010. (2. mjesto) |
| --- | --------------------------------------------------------------------------- | --------------------------------------------------------------------------- |
| |                                                                             |                                                                             |
| 4 Ivano Balić \| 5 Domagoj Duvnjak \| 6 Blaženko Lacković \| 7 Vedran Zrnić \| 8 Marko Kopljar \| 9 Igor Vori \| 10 Jakov Gojun \| 12 Goran Čarapina \| 14 Drago Vuković \| 17 Vedran Mataija \| 20 Damir Bičanić \| 21 Denis Buntić \| 24 Tonči Valčić \| 25 Mirko Alilović \| 26 Manuel Štrlek \| 27 Ivan Čupić \| 28 Željko Musa \| Izbornik: Lino Červar |                                                                             |                                                                             |

| Sastav hrvatske rukometne reprezentacije na EP u Norveškoj 2008. (2. mjesto) | Sastav hrvatske rukometne reprezentacije na EP u Norveškoj 2008. (2. mjesto) | Sastav hrvatske rukometne reprezentacije na EP u Norveškoj 2008. (2. mjesto) |
| --- | ---------------------------------------------------------------------------- | ---------------------------------------------------------------------------- |
| |                                                                              |                                                                              |
| 2 Nikša Kaleb \| 3 Renato Sulić \| 4 Ivano Balić \| 5 Domagoj Duvnjak \| 6 Blaženko Lacković \| 9 Igor Vori \| 10 Davor Dominiković \| 12 Vjenceslav Somić \| 13 Zlatko Horvat \| 14 Drago Vuković \| 16 Dragan Jerković \| 18 Denis Špoljarić \| 19 Petar Metličić \| 22 Josip Valčić \| 23 Ljubo Vukić \| 24 Tonči Valčić \| 25 Mirko Alilović \| 27 Ivan Čupić \| Izbornik: Lino Červar |                                                                              |                                                                              |

| Sastav hrvatske rukometne reprezentacije na EP u Norveškoj 2008. (2. mjesto) | Sastav hrvatske rukometne reprezentacije na EP u Norveškoj 2008. (2. mjesto) | Sastav hrvatske rukometne reprezentacije na EP u Norveškoj 2008. (2. mjesto) |
| --- | ---------------------------------------------------------------------------- | ---------------------------------------------------------------------------- |
| |                                                                              |                                                                              |
| 2 Nikša Kaleb \| 3 Renato Sulić \| 4 Ivano Balić \| 5 Domagoj Duvnjak \| 6 Blaženko Lacković \| 9 Igor Vori \| 10 Davor Dominiković \| 12 Vjenceslav Somić \| 13 Zlatko Horvat \| 14 Drago Vuković \| 16 Dragan Jerković \| 18 Denis Špoljarić \| 19 Petar Metličić \| 22 Josip Valčić \| 23 Ljubo Vukić \| 24 Tonči Valčić \| 25 Mirko Alilović \| 27 Ivan Čupić \| Izbornik: Lino Červar |                                                                              |                                                                              |

| Sastav hrvatske rukometne reprezentacije na MI u Almeríji 2005. (doprvaci) | Sastav hrvatske rukometne reprezentacije na MI u Almeríji 2005. (doprvaci) | Sastav hrvatske rukometne reprezentacije na MI u Almeríji 2005. (doprvaci) |
| --- | -------------------------------------------------------------------------- | -------------------------------------------------------------------------- |
| |                                                                            |                                                                            |
| Damir Bičanić \| Nikola Blažičko \| Denis Buntić \| Josip Čale \| Ivan Čupić \| Zlatko Horvat \| Tomislav Huljina \| Krešimir Ivanković \| Marin Knez \| Branimir Koloper \| Mario Obad \| Vladimir Ostarčević \| Ivan Pongračić \| Vjenceslav Somić \| Ljubo Vukić \| Drago Vuković \| izbornik: Lino Červar |                                                                            |                                                                            |

| Sastav hrvatske rukometne reprezentacije na MI u Almeríji 2005. (doprvaci) | Sastav hrvatske rukometne reprezentacije na MI u Almeríji 2005. (doprvaci) | Sastav hrvatske rukometne reprezentacije na MI u Almeríji 2005. (doprvaci) |
| --- | -------------------------------------------------------------------------- | -------------------------------------------------------------------------- |
| |                                                                            |                                                                            |
| Damir Bičanić \| Nikola Blažičko \| Denis Buntić \| Josip Čale \| Ivan Čupić \| Zlatko Horvat \| Tomislav Huljina \| Krešimir Ivanković \| Marin Knez \| Branimir Koloper \| Mario Obad \| Vladimir Ostarčević \| Ivan Pongračić \| Vjenceslav Somić \| Ljubo Vukić \| Drago Vuković \| izbornik: Lino Červar |                                                                            |                                                                            |

| Sastav hrvatske rukometne reprezentacije na OI u Ateni 2004. (prvaci) | Sastav hrvatske rukometne reprezentacije na OI u Ateni 2004. (prvaci) | Sastav hrvatske rukometne reprezentacije na OI u Ateni 2004. (prvaci) |
| --- | --------------------------------------------------------------------- | --------------------------------------------------------------------- |
| |                                                                       |                                                                       |
| Ivano Balić \| Davor Dominiković \| Mirza Džomba \| Slavko Goluža \| Nikša Kaleb \| Blaženko Lacković \| Venio Losert \| Valter Matošević \| Petar Metličić \| Vlado Šola \| Denis Špoljarić \| Goran Šprem \| Igor Vori \| Drago Vuković \| Vedran Zrnić \| izbornik: Lino Červar |                                                                       |                                                                       |

| Sastav hrvatske rukometne reprezentacije na OI u Ateni 2004. (prvaci) | Sastav hrvatske rukometne reprezentacije na OI u Ateni 2004. (prvaci) | Sastav hrvatske rukometne reprezentacije na OI u Ateni 2004. (prvaci) |
| --- | --------------------------------------------------------------------- | --------------------------------------------------------------------- |
| |                                                                       |                                                                       |
| Ivano Balić \| Davor Dominiković \| Mirza Džomba \| Slavko Goluža \| Nikša Kaleb \| Blaženko Lacković \| Venio Losert \| Valter Matošević \| Petar Metličić \| Vlado Šola \| Denis Špoljarić \| Goran Šprem \| Igor Vori \| Drago Vuković \| Vedran Zrnić \| izbornik: Lino Červar |                                                                       |                                                                       |

| Sastav hrvatske rukometne reprezentacije na SP u Španjolskoj 2013. (3. mjesto) | Sastav hrvatske rukometne reprezentacije na SP u Španjolskoj 2013. (3. mjesto) | Sastav hrvatske rukometne reprezentacije na SP u Španjolskoj 2013. (3. mjesto) |
| --- | ------------------------------------------------------------------------------ | ------------------------------------------------------------------------------ |
| |                                                                                |                                                                                |
| 25 Mirko Alilović \| 20 Damir Bičanić \| 27 Ivan Čupić \| 5 Domagoj Duvnjak \| 10 Jakov Gojun \| 13 Zlatko Horvat \| 16 Filip Ivić \| 8 Marko Kopljar \| 6 Blaženko Lacković \| 23 Stipe Mandalinić \| 3 Marino Marić \| 28 Željko Musa \| 29 Ivan Ninčević \| 7 Luka Stepančić \| 17 Lovro Šprem \| 26 Manuel Štrlek \| Kapetan: 9 Igor Vori \| 14 Drago Vuković \| Izbornik: Slavko Goluža |                                                                                |                                                                                |

| Sastav hrvatske rukometne reprezentacije na SP u Španjolskoj 2013. (3. mjesto) | Sastav hrvatske rukometne reprezentacije na SP u Španjolskoj 2013. (3. mjesto) | Sastav hrvatske rukometne reprezentacije na SP u Španjolskoj 2013. (3. mjesto) |
| --- | ------------------------------------------------------------------------------ | ------------------------------------------------------------------------------ |
| |                                                                                |                                                                                |
| 25 Mirko Alilović \| 20 Damir Bičanić \| 27 Ivan Čupić \| 5 Domagoj Duvnjak \| 10 Jakov Gojun \| 13 Zlatko Horvat \| 16 Filip Ivić \| 8 Marko Kopljar \| 6 Blaženko Lacković \| 23 Stipe Mandalinić \| 3 Marino Marić \| 28 Željko Musa \| 29 Ivan Ninčević \| 7 Luka Stepančić \| 17 Lovro Šprem \| 26 Manuel Štrlek \| Kapetan: 9 Igor Vori \| 14 Drago Vuković \| Izbornik: Slavko Goluža |                                                                                |                                                                                |

| Sastav hrvatske rukometne reprezentacije na OI u Londonu 2012. (3. mjesto) | Sastav hrvatske rukometne reprezentacije na OI u Londonu 2012. (3. mjesto) | Sastav hrvatske rukometne reprezentacije na OI u Londonu 2012. (3. mjesto) |
| --- | -------------------------------------------------------------------------- | -------------------------------------------------------------------------- |
| |                                                                            |                                                                            |
| 25 Mirko Alilović \| 4 Ivano Balić \| 20 Damir Bičanić \| 21 Denis Buntić \| 27 Ivan Čupić \| 5 Domagoj Duvnjak \| 10 Jakov Gojun \| 13 Zlatko Horvat \| 8 Marko Kopljar \| 6 Blaženko Lacković \| 1 Venio Losert \| 29 Ivan Ninčević \| 26 Manuel Štrlek \| Kapetan: 9 Igor Vori \| 14 Drago Vuković \| Izbornik: Slavko Goluža |                                                                            |                                                                            |

| Sastav hrvatske rukometne reprezentacije na OI u Londonu 2012. (3. mjesto) | Sastav hrvatske rukometne reprezentacije na OI u Londonu 2012. (3. mjesto) | Sastav hrvatske rukometne reprezentacije na OI u Londonu 2012. (3. mjesto) |
| --- | -------------------------------------------------------------------------- | -------------------------------------------------------------------------- |
| |                                                                            |                                                                            |
| 25 Mirko Alilović \| 4 Ivano Balić \| 20 Damir Bičanić \| 21 Denis Buntić \| 27 Ivan Čupić \| 5 Domagoj Duvnjak \| 10 Jakov Gojun \| 13 Zlatko Horvat \| 8 Marko Kopljar \| 6 Blaženko Lacković \| 1 Venio Losert \| 29 Ivan Ninčević \| 26 Manuel Štrlek \| Kapetan: 9 Igor Vori \| 14 Drago Vuković \| Izbornik: Slavko Goluža |                                                                            |                                                                            |

| Sastav hrvatske rukometne reprezentacije na EP u Srbiji 2012. (3. mjesto) | Sastav hrvatske rukometne reprezentacije na EP u Srbiji 2012. (3. mjesto) | Sastav hrvatske rukometne reprezentacije na EP u Srbiji 2012. (3. mjesto) |
| --- | ------------------------------------------------------------------------- | ------------------------------------------------------------------------- |
| |                                                                           |                                                                           |
| 25 Mirko Alilović \| 4 Ivano Balić \| 17 Hrvoje Batinović \| 20 Damir Bičanić \| 21 Denis Buntić \| 27 Ivan Čupić \| 5 Domagoj Duvnjak \| 10 Jakov Gojun \| 13 Zlatko Horvat \| 8 Marko Kopljar \| 6 Blaženko Lacković \| 12 Venio Losert \| 28 Željko Musa \| 29 Ivan Ninčević \| 26 Manuel Štrlek \| Kapetan: 9 Igor Vori \| 14 Drago Vuković \| Izbornik: Slavko Goluža |                                                                           |                                                                           |

| Sastav hrvatske rukometne reprezentacije na EP u Srbiji 2012. (3. mjesto) | Sastav hrvatske rukometne reprezentacije na EP u Srbiji 2012. (3. mjesto) | Sastav hrvatske rukometne reprezentacije na EP u Srbiji 2012. (3. mjesto) |
| --- | ------------------------------------------------------------------------- | ------------------------------------------------------------------------- |
| |                                                                           |                                                                           |
| 25 Mirko Alilović \| 4 Ivano Balić \| 17 Hrvoje Batinović \| 20 Damir Bičanić \| 21 Denis Buntić \| 27 Ivan Čupić \| 5 Domagoj Duvnjak \| 10 Jakov Gojun \| 13 Zlatko Horvat \| 8 Marko Kopljar \| 6 Blaženko Lacković \| 12 Venio Losert \| 28 Željko Musa \| 29 Ivan Ninčević \| 26 Manuel Štrlek \| Kapetan: 9 Igor Vori \| 14 Drago Vuković \| Izbornik: Slavko Goluža |                                                                           |                                                                           |

| Sastav hrvatske rukometne reprezentacije na EP u Austriji 2010. (2. mjesto) | Sastav hrvatske rukometne reprezentacije na EP u Austriji 2010. (2. mjesto) | Sastav hrvatske rukometne reprezentacije na EP u Austriji 2010. (2. mjesto) |
| --- | --------------------------------------------------------------------------- | --------------------------------------------------------------------------- |
| |                                                                             |                                                                             |
| 4 Ivano Balić \| 5 Domagoj Duvnjak \| 6 Blaženko Lacković \| 7 Vedran Zrnić \| 8 Marko Kopljar \| 9 Igor Vori \| 10 Jakov Gojun \| 12 Goran Čarapina \| 14 Drago Vuković \| 17 Vedran Mataija \| 20 Damir Bičanić \| 21 Denis Buntić \| 24 Tonči Valčić \| 25 Mirko Alilović \| 26 Manuel Štrlek \| 27 Ivan Čupić \| 28 Željko Musa \| Izbornik: Lino Červar |                                                                             |                                                                             |

| Sastav hrvatske rukometne reprezentacije na EP u Austriji 2010. (2. mjesto) | Sastav hrvatske rukometne reprezentacije na EP u Austriji 2010. (2. mjesto) | Sastav hrvatske rukometne reprezentacije na EP u Austriji 2010. (2. mjesto) |
| --- | --------------------------------------------------------------------------- | --------------------------------------------------------------------------- |
| |                                                                             |                                                                             |
| 4 Ivano Balić \| 5 Domagoj Duvnjak \| 6 Blaženko Lacković \| 7 Vedran Zrnić \| 8 Marko Kopljar \| 9 Igor Vori \| 10 Jakov Gojun \| 12 Goran Čarapina \| 14 Drago Vuković \| 17 Vedran Mataija \| 20 Damir Bičanić \| 21 Denis Buntić \| 24 Tonči Valčić \| 25 Mirko Alilović \| 26 Manuel Štrlek \| 27 Ivan Čupić \| 28 Željko Musa \| Izbornik: Lino Červar |                                                                             |                                                                             |

| Sastav hrvatske rukometne reprezentacije na EP u Norveškoj 2008. (2. mjesto) | Sastav hrvatske rukometne reprezentacije na EP u Norveškoj 2008. (2. mjesto) | Sastav hrvatske rukometne reprezentacije na EP u Norveškoj 2008. (2. mjesto) |
| --- | ---------------------------------------------------------------------------- | ---------------------------------------------------------------------------- |
| |                                                                              |                                                                              |
| 2 Nikša Kaleb \| 3 Renato Sulić \| 4 Ivano Balić \| 5 Domagoj Duvnjak \| 6 Blaženko Lacković \| 9 Igor Vori \| 10 Davor Dominiković \| 12 Vjenceslav Somić \| 13 Zlatko Horvat \| 14 Drago Vuković \| 16 Dragan Jerković \| 18 Denis Špoljarić \| 19 Petar Metličić \| 22 Josip Valčić \| 23 Ljubo Vukić \| 24 Tonči Valčić \| 25 Mirko Alilović \| 27 Ivan Čupić \| Izbornik: Lino Červar |                                                                              |                                                                              |

| Sastav hrvatske rukometne reprezentacije na EP u Norveškoj 2008. (2. mjesto) | Sastav hrvatske rukometne reprezentacije na EP u Norveškoj 2008. (2. mjesto) | Sastav hrvatske rukometne reprezentacije na EP u Norveškoj 2008. (2. mjesto) |
| --- | ---------------------------------------------------------------------------- | ---------------------------------------------------------------------------- |
| |                                                                              |                                                                              |
| 2 Nikša Kaleb \| 3 Renato Sulić \| 4 Ivano Balić \| 5 Domagoj Duvnjak \| 6 Blaženko Lacković \| 9 Igor Vori \| 10 Davor Dominiković \| 12 Vjenceslav Somić \| 13 Zlatko Horvat \| 14 Drago Vuković \| 16 Dragan Jerković \| 18 Denis Špoljarić \| 19 Petar Metličić \| 22 Josip Valčić \| 23 Ljubo Vukić \| 24 Tonči Valčić \| 25 Mirko Alilović \| 27 Ivan Čupić \| Izbornik: Lino Červar |                                                                              |                                                                              |

| Sastav hrvatske rukometne reprezentacije na MI u Almeríji 2005. (doprvaci) | Sastav hrvatske rukometne reprezentacije na MI u Almeríji 2005. (doprvaci) | Sastav hrvatske rukometne reprezentacije na MI u Almeríji 2005. (doprvaci) |
| --- | -------------------------------------------------------------------------- | -------------------------------------------------------------------------- |
| |                                                                            |                                                                            |
| Damir Bičanić \| Nikola Blažičko \| Denis Buntić \| Josip Čale \| Ivan Čupić \| Zlatko Horvat \| Tomislav Huljina \| Krešimir Ivanković \| Marin Knez \| Branimir Koloper \| Mario Obad \| Vladimir Ostarčević \| Ivan Pongračić \| Vjenceslav Somić \| Ljubo Vukić \| Drago Vuković \| izbornik: Lino Červar |                                                                            |                                                                            |

| Sastav hrvatske rukometne reprezentacije na MI u Almeríji 2005. (doprvaci) | Sastav hrvatske rukometne reprezentacije na MI u Almeríji 2005. (doprvaci) | Sastav hrvatske rukometne reprezentacije na MI u Almeríji 2005. (doprvaci) |
| --- | -------------------------------------------------------------------------- | -------------------------------------------------------------------------- |
| |                                                                            |                                                                            |
| Damir Bičanić \| Nikola Blažičko \| Denis Buntić \| Josip Čale \| Ivan Čupić \| Zlatko Horvat \| Tomislav Huljina \| Krešimir Ivanković \| Marin Knez \| Branimir Koloper \| Mario Obad \| Vladimir Ostarčević \| Ivan Pongračić \| Vjenceslav Somić \| Ljubo Vukić \| Drago Vuković \| izbornik: Lino Červar |                                                                            |                                                                            |

| Sastav hrvatske rukometne reprezentacije na OI u Ateni 2004. (prvaci) | Sastav hrvatske rukometne reprezentacije na OI u Ateni 2004. (prvaci) | Sastav hrvatske rukometne reprezentacije na OI u Ateni 2004. (prvaci) |
| --- | --------------------------------------------------------------------- | --------------------------------------------------------------------- |
| |                                                                       |                                                                       |
| Ivano Balić \| Davor Dominiković \| Mirza Džomba \| Slavko Goluža \| Nikša Kaleb \| Blaženko Lacković \| Venio Losert \| Valter Matošević \| Petar Metličić \| Vlado Šola \| Denis Špoljarić \| Goran Šprem \| Igor Vori \| Drago Vuković \| Vedran Zrnić \| izbornik: Lino Červar |                                                                       |                                                                       |

| Sastav hrvatske rukometne reprezentacije na OI u Ateni 2004. (prvaci) | Sastav hrvatske rukometne reprezentacije na OI u Ateni 2004. (prvaci) | Sastav hrvatske rukometne reprezentacije na OI u Ateni 2004. (prvaci) |
| --- | --------------------------------------------------------------------- | --------------------------------------------------------------------- |
| |                                                                       |                                                                       |
| Ivano Balić \| Davor Dominiković \| Mirza Džomba \| Slavko Goluža \| Nikša Kaleb \| Blaženko Lacković \| Venio Losert \| Valter Matošević \| Petar Metličić \| Vlado Šola \| Denis Špoljarić \| Goran Šprem \| Igor Vori \| Drago Vuković \| Vedran Zrnić \| izbornik: Lino Červar |                                                                       |                                                                       |